# Klucz Frontowy Nr 4 (Bu)
Klucz Frontowy Nr 4 (Bu) – polska jednostka lotnicza utworzona we Francji w maju 1940 w jako jednostka Polskich Sił Powietrznych.
Jednostka została przydzielona do francuskiej Groupe de Chasse III/1 w Toul Croix de Metz. W pierwszym okresie klucz osłaniał wyprawy bombowe. 16 kwietnia został przeniesiony na lotnisko Boos-Rouen z zadaniem osłony powietrznej Rouen i Le Havre. 5 maja oddział został przebazowany pod granicę belgijską na lotnisko Auchy-au-Bois.  W czasie jednego z bombardowań tego lotniska zbrojmistrz kpr. Stefan Lisiak ogniem przeciwlotniczego karabinu maszynowego strącił niemiecki bombowiec He 111.  Następnie, na skutek postępów wojsk niemieckich, klucz był przenoszony (w kierunku na  południe) na kolejne lotniska i stacjonował kolejno w: Plessis, Belleville, Valence, Rozay-en-Brie i Orange. Po zakończeniu walk personel klucza przez Port Vendres, Oran (rozformowanie jednostki) i Gibraltar został ewakuowany do Wielkiej Brytanii. Przez cały okres istnienia klucza jego piloci latali na samolotach Morane MS.406.
Ogólnie w czasie walk klucz uzyskał 3 1/2 zwycięstwa powietrznego tracąc w tym czasie 1 pilota (por. Kazimierz Bursztyn). 

## Piloci jednostki
- por. Kazimierz Bursztyn – dowódca
- ppor. Władysław Gnyś
- ppor. Władysław Chciuk